# 大巴瓜
大巴瓜是秘魯的城市，位於該國北部，由亞馬孫大區負責管轄，海拔高度440米，居民主要從事農業和貿易業，是重要的經濟中心，2010年人口36,584。

## 外部連結
- Local newspaper（页面存档备份，存于）

5°45′S 78°26′W / 5.750°S 78.433°W